# アンソニー・トリバー
アンソニー・ラマー・トリバー (Anthony Lamer Tolliver 1985年6月1日 - )は、アメリカ合衆国ミズーリ州スプリングフィールド出身のプロバスケットボール選手。NBAのニューオーリンズ・ペリカンズに所属している。ポジションはパワーフォワード。

## 来歴
クレイトン大学で4年間在籍したものの、2007年のNBAドラフトでは指名漏れとなり、トリバーはDリーグからプロキャリアを開始。2008年7月にサンアントニオ・スパーズと契約し、念願のNBA入りを果たすも、選手層の厚いスパーズでは出場機会を得ることは出来ず、2009年1月に解雇。翌2009-10シーズンはポートランド・トレイルブレイザーズと契約。途中傘下のアイダホ・スタンピードに送られた後、2010年2月にゴールデンステート・ウォリアーズと10日間契約を締結。するとトリバーは49試合出場で23試合に先発出場し、平均12.8得点7.8リバウンドと突如大ブレイク。この活躍もあり、同年夏には、ミネソタ・ティンバーウルブズと2年450万ドルの契約を勝ち取る。

その後アトランタ・ホークス、シャーロット・ボブキャッツと渡り歩き、2014年7月にフェニックス・サンズと契約するも、サンズの戦術に馴染めず、同年12月にデトロイト・ピストンズに移籍した。
2016年7月2日、サクラメント・キングスと2年1600万ドルの契約するも、シーズン終了後に解雇された。
2017年7月11日、デトロイト・ピストンズに1年330万ドルで復帰した。
2021年12月26日、ニューオーリンズ・ペリカンズと10日間契約を結んだ。